# Nuoto sincronizzato ai campionati europei di nuoto 2016 - Squadre (programma tecnico)
La competizione di nuoto sincronizzato a squadre - Programma tecnico dei Campionati europei di nuoto 2016 si è svolta nel pomeriggio del 9 maggio 2016 presso il London Aquatics Centre di Londra. Si sono contese il podio in totale 10 squadre.

## Medaglie
| Posizione | Atlete | Paese   |
| --------- | --- | ------- |
| Oro       | Svetlana Kolesnichenko Aleksandra Patskevich Alla Shishkina Marija Šuročkina Vlada Chigireva Gelena Topilina Elena Prokofyeva Marina Goliadkina Darina Valitova* Liliia Nizamova* | Russia  |
| Argento   | Lolita Ananasova Anna Vološyna Daria Iushko Olena Grechykhina Anastasiya Savchuk Kseniya Sydorenko Oleksandra Sabada Kateryna Sadurska Olha Zolotarova* Olga Kondrashova*         | Ucraina |
| Bronzo    | Elisa Bozzo Beatrice Callegari Camilla Cattaneo Francesca Deidda Costanza Ferro Manila Flamini Mariangela Perrupato Sara Sgarzi Linda Cerruti* Gemma Galli*                       | Italia  |

* Riserva

## Risultati
| Pos. | Nazione     | Punti   |
| ---- | ----------- | ------- |
|      | Russia      | 94.0994 |
|      | Ucraina     | 92.0844 |
|      | Italia      | 88.9053 |
| 4    | Francia     | 84.1392 |
| 5    | Grecia      | 83.2684 |
| 6    | Svizzera    | 80.1315 |
| 7    | Bielorussia | 79.4584 |
| 8    | Regno Unito | 76.9850 |
| 9    | Israele     | 70.7897 |
| 10   | Portogallo  | 68.2817 |